# Bergensavisen
Bergensavisen är en norsk dagstidning som utges i Bergen i Hordaland fylke. 
Tidningen kom ut första gången 23 mars 1923 som Arbeiderpartiets organ. 1991 bytte tidningen namn från Bergens Arbeiderblad. Tidningen, som kallas BA i folkmun, är den näst största dagstidningen i Bergenområdet (den största är Bergens Tidende).
8 mars 1994 ändrade BA format från halvformat till tabloid. Tryckningen av tidningen flyttade samtidigt från Fyllingsdalen till Minde. BA lanserade sin nättidning 19 januari 1996 som den första dagstidningen i Bergen och en av landets förste aviser.